# Esquirol terrestre de Barbaria
L'esquirol terrestre de Barbaria (Atlantoxerus getulus), també conegut com a esquirol africà o esquirol mediterrani (tot i que el seu àmbit de distribució no toca al mar Mediterrani), és una espècie de rosegador esciüromorf de la família dels esciúrids.

## Descripció
Es tracta d'un esquirol terrestre que té el cos i la cua recorreguts longitudinalment per quatre bandes negres i dues de blanques. El pèl és llarg i dens i amb bandes longitudinals de colors marró i marró fosc, el cap de color marró vermellós i relativament gran respecte a la resta del cos, i les orelles petites gairebé inexistents. Són animals gregaris que formen colònies on aparentment existeix una estructura social definida.

## Ecologia
Nadiu de l'extrem nord-oest d'Àfrica: el Marroc i gran i mig Atles, des del sud d'Agadir fins al nord del Sàhara i nord-oest d'Algèria. A les Canàries fou introduït a l'illa de Fuerteventura al voltant de 1965, i se n'ha capturat ocasionalment exemplars a Gran Canària i Lanzarote, tot i que no és clar que s'hi hagi establert.

## Hàbitat
Espècie més abundant en àrees amb zones refugis, (pedreres, parets de pedres, etc. A l'illa de Fuerteventura és una espècie exòtica invasora i perniciosa en les Illes Canàries. L'espècie és considerada espècie cinegètica a Fuerteventura i Gran Canària.